# Bonner Durchmusterung

Der vom Katalog erfasste Bereich am Firmament. Es gilt: (wenig Objekte pro Quadratgrad) – violett – blau – grün – gelb – orange – rot – (viele Objekte pro Quadratgrad). Keine Objekte: schwarz.

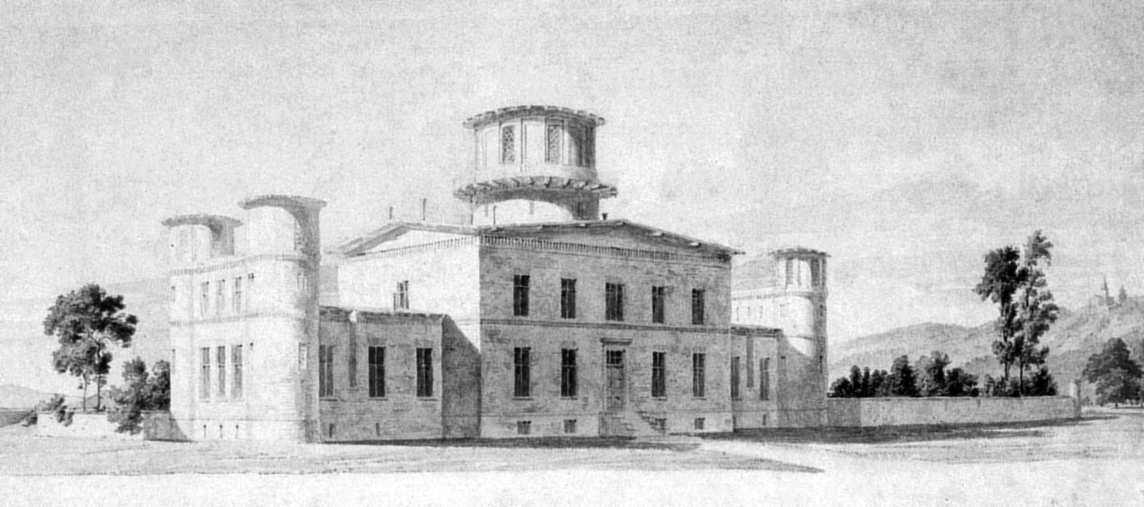
In der Bonner Sternwarte
wurde die Durchmusterung vorgenommen, von Karl Friedrich Schinkel überarbeiteter Bauentwurf, 1838

Die Bonner Durchmusterung (BD) ist ein Sternkatalog (bzw. daraus abgeleitet ein Atlas mit 36 Blättern) auf der Grundlage von visuellen Sternmessungen des nördlichen Sternhimmels. Die Durchmusterung nahm Friedrich Wilhelm August Argelander an der Bonner Sternwarte der Universität Bonn vor. Sie wurde zwischen 1846 und 1863 mit Unterstützung von Adalbert Krüger und Eduard Schönfeld durchgeführt und publiziert.

## Beschreibung
Insgesamt wurden rund 324.198 Sterne im Deklinationsbereich zwischen 90° und −2° bis zur Größe 9,5 (teilweise bis 10) vermessen. Als Instrument diente hierfür ein von Joseph von Fraunhofer hergestellter Kometensucher mit 7,7 cm Öffnung und 65 cm Brennweite. Die Rektaszension ist auf 0,1 Sekunden, die Deklination auf 0,1 Winkelminuten und die visuelle scheinbare Helligkeit auf 0,1 mag genau angegeben. Die Ortsangaben beziehen sich auf die Epoche 1855.
In der Zeit von 1892 bis 1914 erfolgte an der Sternwarte Córdoba in Argentinien eine Durchmusterung bis zum südlichen Himmelspol. Diese von argentinischen Astronomen durchgeführte Córdoba-Durchmusterung umfasst etwa 578.000 weitere Sterne.
Diese „zwei Durchmusterungen“ bilden einen systematischen Katalog von über einer Million Sternen bis knapp zehnter Größe. Sie sind die letzte große mittels visueller Beobachtung erstellte Auflistung aus der Zeit vor der fotografischen Himmelskartografierung.
Eduard Schönfeld wurde 1875 Argelanders Nachfolger als Direktor der Bonner Sternwarte. Zwischen 1875 und 1881 erweiterte er die Bonner Durchmusterung um den südlichen Teil aller gerade noch in Bonn sichtbaren Sterne. Diese Südliche Durchmusterung enthält zusätzlich 133.659 Sterne im Deklinationsbereich zwischen −2° und −22° und deckt damit die Lücke zwischen den beiden anderen Durchmusterungen ab.
In der Bonner Durchmusterung erhielten die einzelnen Sterne fortlaufende Nummern nach dem Schema „Deklination“ „laufende Nummer“. So hat z. B. der Stern Beteigeuze – nach dem Schema von Johann Bayer „Alpha Orionis“ – die Bezeichnung BD +7° 1055. Das bedeutet: der 1055ste Stern auf 7° nördlicher Breite.
Für die Bonner Durchmusterung wurde der Schröder-Refraktor mit 16 cm Öffnung und ca. 1,8 Metern Brennweite verwendet. Das 1875 gebaute Teleskop befindet sich heute restauriert und funktionstüchtig am Observatorium Hoher List in einer eigenen Kuppel und steht zur Beobachtung zur Verfügung.